# مرغابی سفید

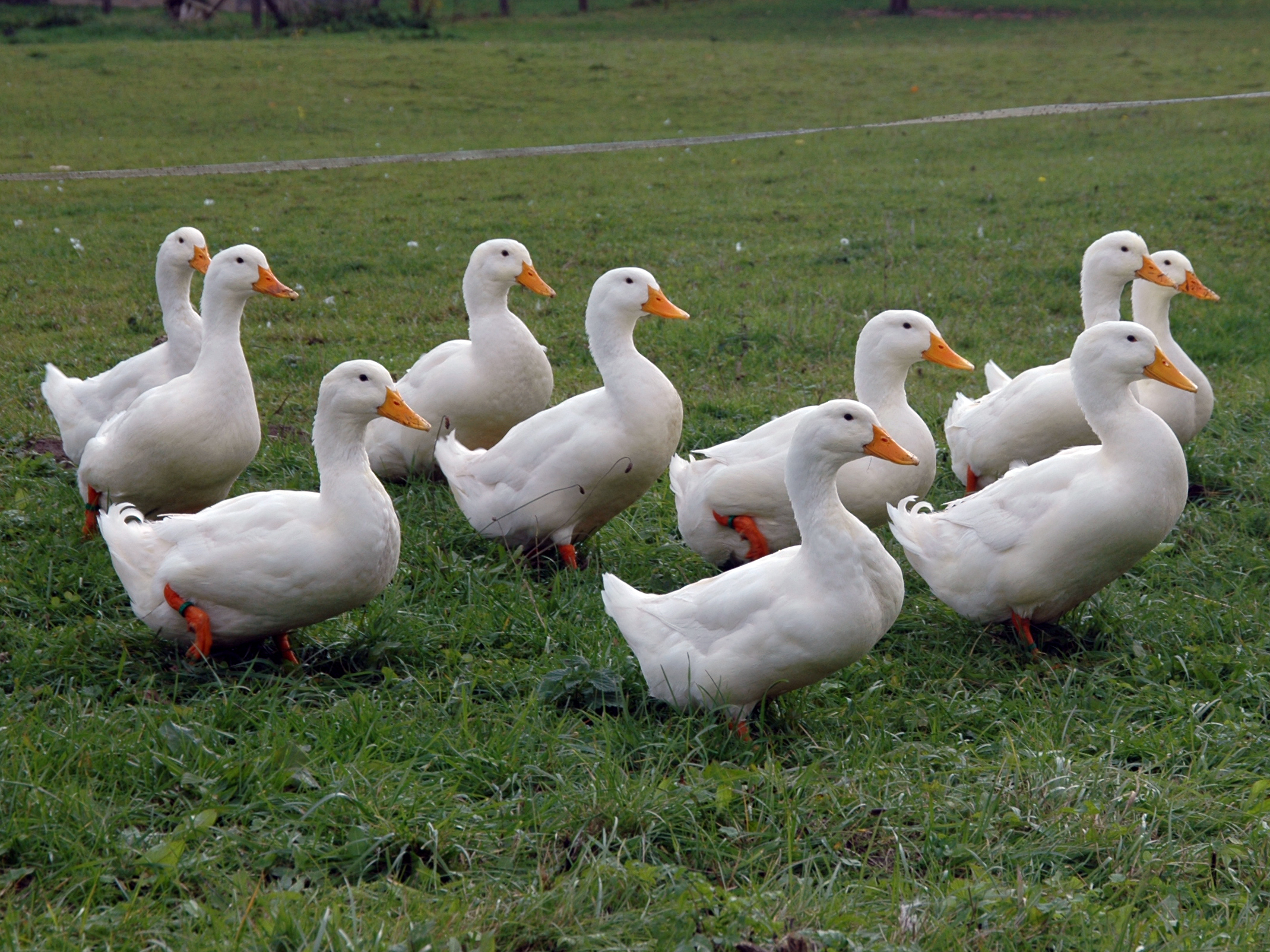
گلهٔ مرغابی‌های پکنی آمریکایی

مرغابی پکنی (به انگلیسی: Pekin) یا مرغابی سفید پکنی (به انگلیسی: White Pekin) یک نژاد آمریکایی از اردک اهلی می‌باشد که عمدتاً برای تولید گوشت پرورش داده می‌شود. این نژاد از پرندگانی منشأ گرفته که در قرن نوزدهم از چین به ایالات متحده آورده شدند، و امروزه در بسیاری از نقاط جهان پرورش داده می‌شود. این نژاد اغلب به عنوان مرغابی پکنی آمریکایی (به انگلیسی: American Pekin) شناخته می‌شود تا آن‌را از مرغابی پکنی آلمانی متمایز کنند؛ نژادی جداگانه و متفاوت که منشأ آن نیز از همان جمعیت اردک‌های چینی است، اما دارای روش‌های پرورشی متفاوتی می‌باشد. بسیاری از این مرغابی‌ها در اواخر قرن نوزدهم و اوایل قرن بیستم در لانگ آیلند، نیویورک پرورش یافته‌اند، که به‌همین دلیل نژاد، نام مرغابی لانگ آیلند (به انگلیسی: Long Island Duck) را به‌خود گرفته است.

## تاریخچه
مرغابی سرسبز حدود ۳۰۰۰ سال پیش در چین اهلی شده‌است و احتمالاً زمان اهلی شدن آن بسیار قدیمی‌تر نیز می‌باشد. خوراندن اجباری غذا به اردک‌ها از قرن دهم، در دوران دودمان‌های پنج‌گانه مستند شده‌است. چینی‌ها پرورش‌دهندگان ماهری در زمینه مرغابی‌ها بودند؛ در میان نژادهای مختلفی که ایجاد کردند، نژادی به‌نام شی-چین-یا-تزه (十斤鴨子) وجود داشت که به‌طور تقریبی به معنی «اردک ده پوندی» است و نژاد پکنی آمریکایی از آن منشأ گرفته‌است.
در سال ۱۸۷۲ جیمز ای. پالمر از استونینگتون، کنتیکت، پانزده مرغابی سفید از این نوع‌را برای ارسال به تاجری به‌نام مک‌گراث در ایالات متحده بار زد. پرندگان در شانگهای سوار کشتی شدند، اما در پکن از تخم بیرون آمده بودند. نه عدد از این پرندگان — شامل شش مرغ ماده و سه اردک نر — در طول سفر دریایی که ۱۲۴ روز به طول انجامید، جان سالم به‌در بردند و در ۱۳ مارس ۱۸۷۳ به نیویورک رسیدند. پنج تا از پرندگان زنده‌مانده برای مک‌گراث فرستاده شدند، اما پیش از رسیدن به دست او خورده شدند. چهار پرندهٔ پالمر به‌عنوان پایه و اساس نژاد مرغابی پکنی آمریکایی شناخته شدند؛ تا ژوئیهٔ سال ۱۸۷۳، سه مرغ مادهٔ او بیش از سیصد تخم گذاشته بودند.
نژاد پکنی در اولین نسخه از کتاب استاندارد کمال که در سال ۱۸۷۴ توسط انجمن تازه‌تأسیس مرغداری آمریکا منتشر گردید، درج گردید. این نژاد به‌زودی به صورت گسترده برای تولید گوشت پرورش یافت. تا آن زمان، مرغابی کایوگا که پرهای تیره داشت، رایج‌ترین اردک پرورشی برای مصرف گوشت بود این موضوع باعث می‌شد هر پرریزی یا پرهای باقی‌ماندهٔ روی لاشه به راحتی دیده شود؛ به‌همین دلیل، مرغابی پکنی با پرهای سفید رنگ گزینهٔ بهتری محسوب می‌شد.
پرندگان دیگری از همین نژاد در سال ۱۸۷۲ به بریتانیا وارد شدند و از آنجا به‌زودی به آلمان رسیدند، جایی که نژاد پکنی آلمانی، که نژادی متمایز و جداگانه است، شکل گرفت. در آلمان، مرغابیان چینی با مرغابیان سفید ایستاده‌ای که توسط کشتی‌های هلندی از ژاپن آورده شده بودند، تلاقی داده شدند و حاصل آن پرندگانی با زاویهٔ بدن تند بود؛ اما پرندگانی که به ایالات متحده منتقل شدند، با مرغابیان نژاد آیلزبری بریتانیا تلاقی یافتند که نتیجهٔ آن پرندگانی با حالت بدنی بیشتر افقی بود. نژاد پکنی در بریتانیا از پرندگانی سرچشمه می‌گیرد که حدود سال ۱۹۷۰ از آلمان وارد شدند.

## ویژگی‌ها

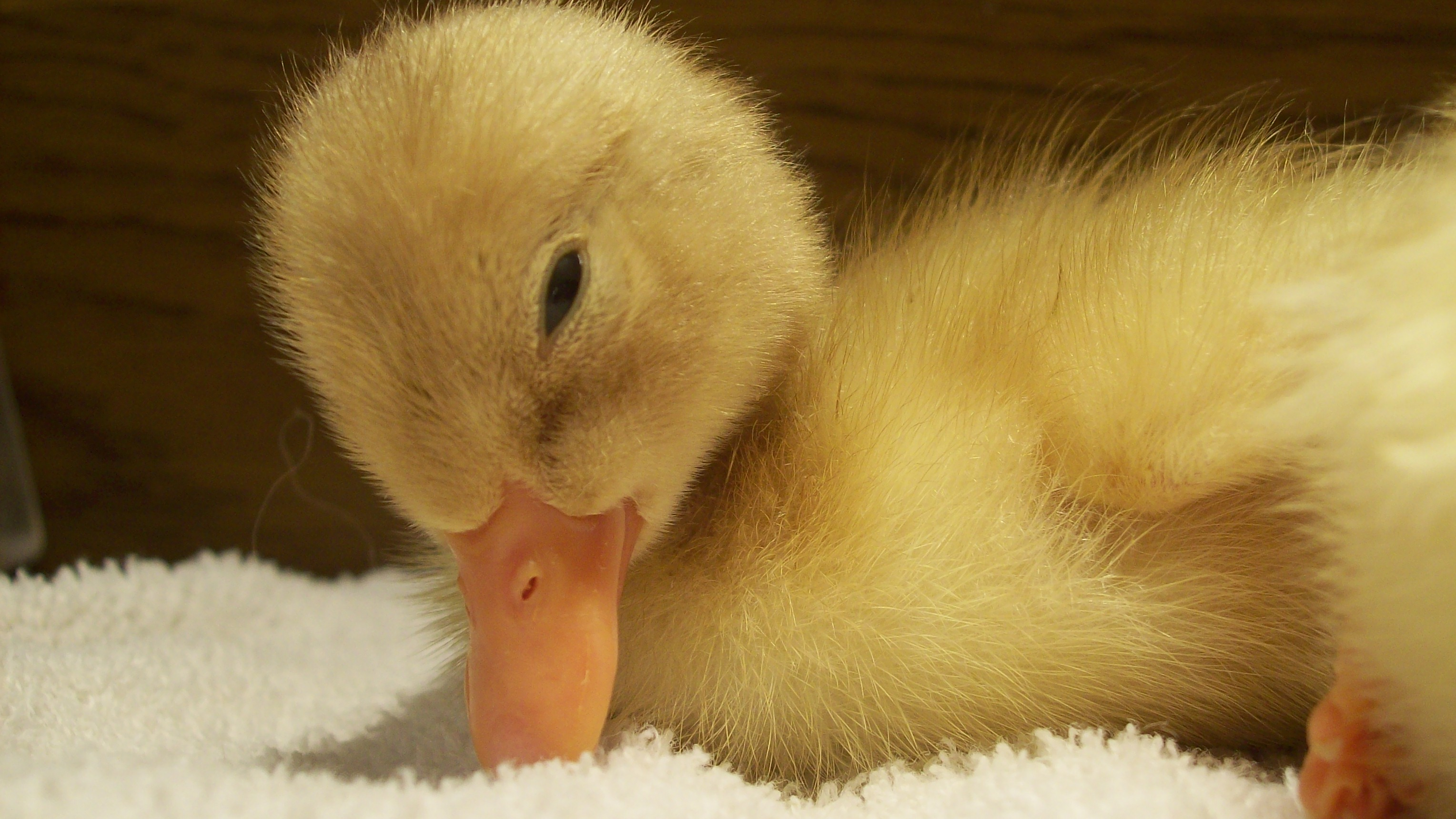
جوجه‌اردک پکنی

اردک پکنی آمریکایی بزرگ و بدنی قوی و مستحکم دارد. بدن آن از پهلو به شکل مستطیل دیده می‌شود و تقریباً با زاویهٔ ۴۰ درجه نسبت به افق قرار می‌گیرد؛ دم آن نیز بالاتر از خط پشتش دیده می‌شود. سینهٔ این نژاد صاف و پهن می‌باشد و تیغهٔ سینه در بخش زیرین به‌صورت مشخص دیده نمی‌شود. سر این نژاد بزرگ و گرد است و گردنی ضخیم دارد. پرها به رنگ سفید مایل به رنگ خامه‌ای هستند، و پاها و پنجه‌ها رنگ نارنجی متمایل به زرد دارند. منقارشان زردرنگ، نسبتاً کوتاه و تقریباً صاف است.

## استفاده
اردک سفید آمریکایی تقریباً به‌طور انحصاری برای گوشت مطرح می‌شود، اما برای تولید تخم نیز استفاده می‌شود. پکنی نژاد اردکی است که بیشتر مورد استفاده قرار می‌گیرد. در ایالات متحده، برای این منظور در آمریکای شمالی، بیش از نیمی از اردک‌هایی که برای کشتار مطرح شده‌اند از این نژاد هستند. تعدادها در ایالات متحده به تنهایی در ده‌ها میلیون نفر هستند. پکنی‌ها بزرگ-قاب هستند، سخت و سریع رشد می‌کنند – ممکن است در هفت هفته وزن بدن بیش از ۳٫۵ کیلوگرم (۷٫۷ کیلوگرم) برسند. آن‌ها دارای تبدیل خوراک بالا هستند، آرام-رطوبت و پربرکت هستند، و تخم‌های آن‌ها دارای میزان قابل توجهی است. پرهای اردک‌های سفید آمریکایی باعث می‌شود که لاشه پس از برداشتن، تمیز شود.
تعدادی از سویه‌های تجاری توسعه یافته‌اند، از جمله تنها به عنوان لایه نگهداری می‌شوداز زمان پرندگان به ایالات متحده رسیده‌اند، پرورش انتخابی پرندگان گوشتی عمدتاً به اندازه اندازه‌گیری شده‌است، استحکام نرخ رشد. اخیراً تلاش برای کاهش نسبت چربی در لاشه انجام شده‌است، حتی اگر نرخ رشد و میزان تبدیل خوراک نیز کاهش یابد.
پکنی‌ها ۲۰۰ تخم در سال می‌گذارند. تخم‌ها ممکن است سفید یا رنگی باشند، و وزن حدود ۹۰ گرم (۳٫۲oz). اردک‌های پکنی گرایش اندکی به کرچ شدن دارند – آن‌ها پرستاران خوبی نیستند، و تخم آن‌ها ممکن است نیاز به دستگاه جوجه‌کشی داشته باشد.
اردک پکنی گاهی اوقات برای نگه‌داری و نمایش نگهداری می‌شود.